# Micropædia

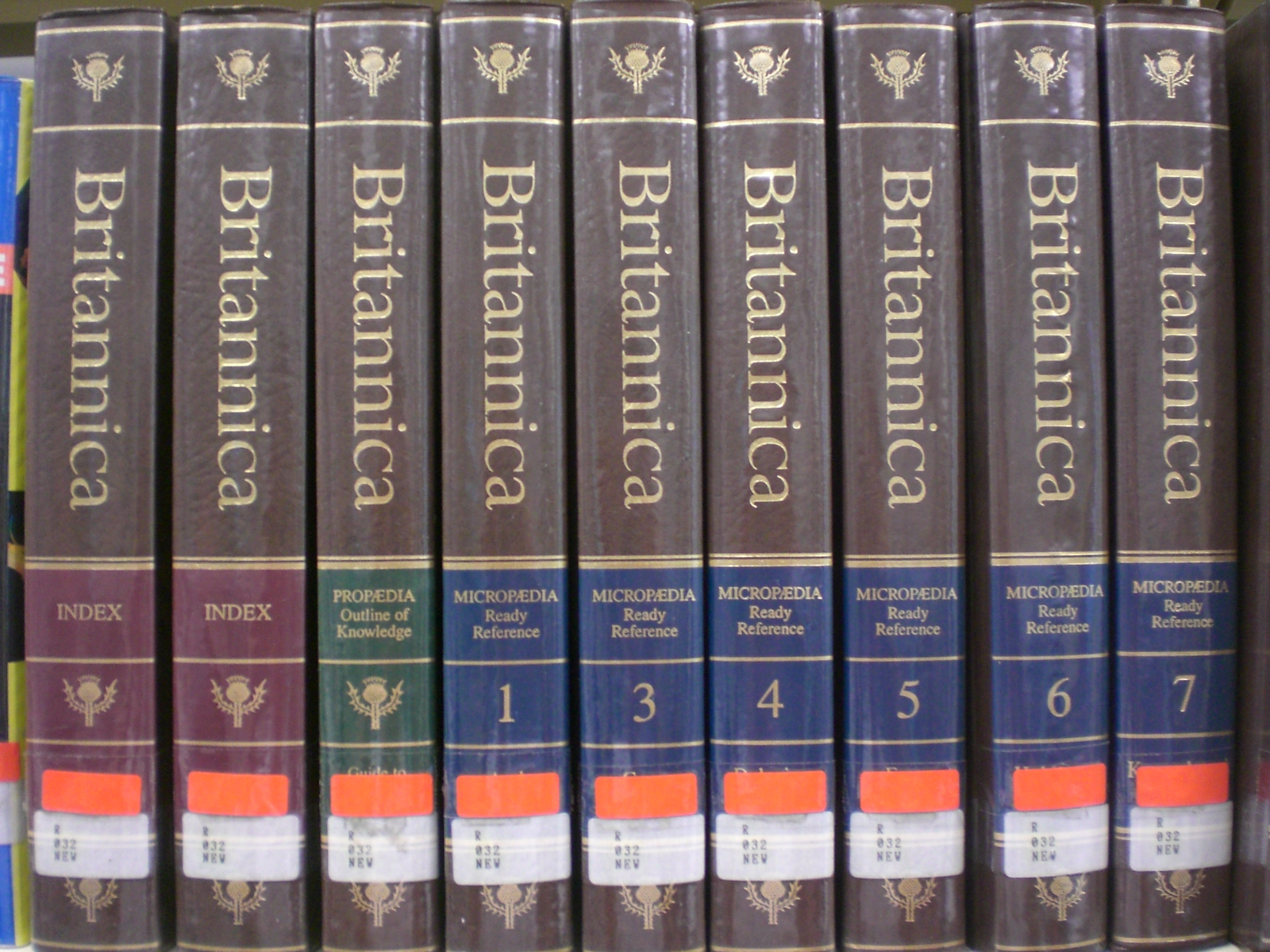
Con borde azul, siete volúmenes de la Micropædia de la decimoquinta edición de la Encyclopædia Britannica

Los 12 volúmenes de la Micropædia son una de las tres partes de la decimoquinta edición de la Encyclopædia Britannica junto con el volumen de la Propædia y los 17 tomos de la Macropædia. El nombre de Micropædia es un neologismo acuñado por Mortimer J. Adler y proveniente del griego antiguo significando Micro- (μικρο) "muy pequeño" y -pædia (de παιδεία) "educación".
La Micropædia se introdujo como manera de organización en la enciclopedia en la edición número 15, en el año 1974, constando de 10 volúmenes con 102.214 artículos cortos, con un estricto límite de 750 palabras cada uno, que se establece como característica principal de esta parte de la Encyclopædia Britannica. Esa restricción se relajó un poco en la gran reorganización que se produjo de la decimoquinta edición en 1984 donde muchas artículos se unieron rebajando el número de entradas a aproximadamente 65.000, en 12 tomos. En general, el límite de 750 palabras se ha respetado en las últimas modificaciones, además de que la mayoría de los artículos no superan los dos parágrafos. Sin embargo, en la reedición de 2007 de la Micropædia se pueden encontrar unas cuantas entradas más extensas de ese límite, como por ejemplo el artículo que habla de internet, que ocupa una página entera.
El objetivo de la Micropædia es servir de base para una consulta rápida y superficial y como guía hacia los más desarrollados 700 artículos de la Macropædia, donde sí es posible encontrar además el nombre de los autores, bibliografías y referencias. Por regla general, los artículos de la Micropædia no van ni firmados ni aportan bibliografía, únicamente en menos del 3% de ellos aparece alguna de estas características.